# Bodíky

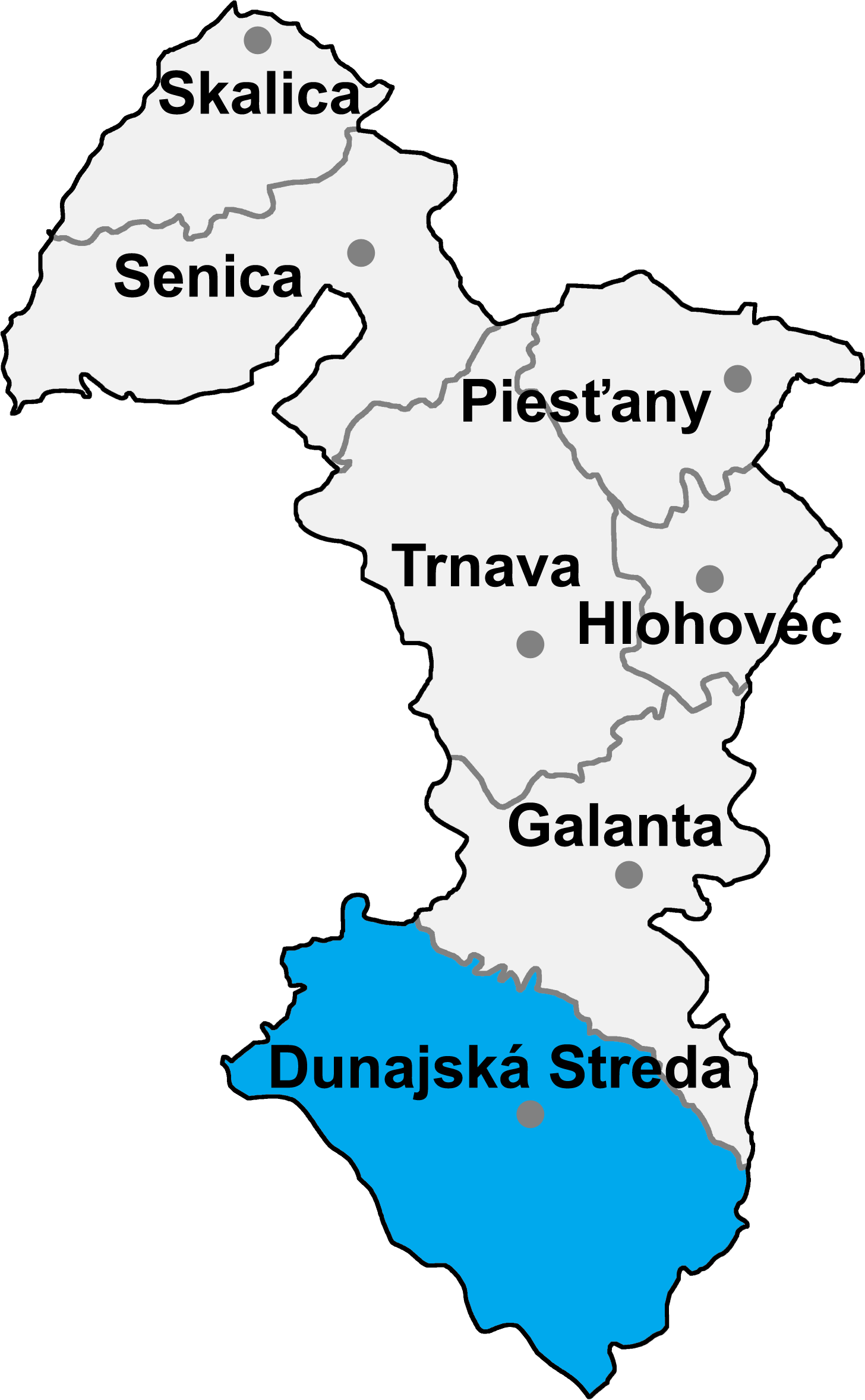
Localização de Dunajská Streda (distrito) na Trnava (região)

O Distrito eslovaco de Bodíky  é um dos sessenta e quatro municípios que formam a Distrito de Dunajská Streda, situada em Região de Trnava, Eslováquia.

## Demografia
| Ano:        | 1994 | 2004    | 2014   | 2024    |
| ----------- | ---- | ------- | ------ | ------- |
| Broj ljudi: | 362  | 288     | 268    | 296     |
| Razlika:    |      | -20,44% | -6,94% | +10,44% |

| Ano:               | 2023 | 2024 |
| ------------------ | ---- | ---- |
| Número de pessoas: | 296  | 296  |
| Diferença:         |      | +0%  |